# Henry Darcy

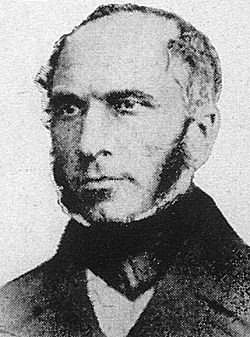
Henry Darcy

Henry Philibert Gaspard Darcy (* 10. Juni 1803 in Dijon, Frankreich; † 3. Januar 1858 in Paris) war ein französischer Ingenieur, der sich mit der Durchströmung poröser Medien beschäftigte und für laminares Fließen einen linearen Zusammenhang fand, das Darcy-Gesetz. Es ist von großer Bedeutung bei Grundwasser- und Sickerströmungen, gilt aber auch für die Sickerströmungen anderer Flüssigkeiten wie zum Beispiel des Erdöls im Boden.

## Leben
1821 trat Darcy in die Polytechnische Schule ein, 1823 dann in die berühmte École Nationale des Ponts et Chaussées. 1828 heiratete er die Engländerin Henriette Carey.

## Tätigkeit als Ingenieur
Als Wasserbau-Ingenieur beschäftigte er sich auch mit der Hydraulik von Rohrleitungen und mit Strömungen in Freispiegelgerinnen. Er soll zusammen mit Julius Weisbach in Freiberg auch die Darcy-Weisbach-Gleichung entwickelt haben, mit der die Druck- und Energieverluste in Rohren durch Reibung beschrieben werden. Diese Formel wurde Darcy jedoch offenbar nur irrtümlich zugeschrieben; stattdessen ist sie von Jean François d’Aubuisson de Voisin und Weisbach.
Die Einheit Darcy ist nach ihm benannt.
Ab 1856 wurde das von Pitot entwickelte Pitotrohr von Henry Darcy entscheidend weiterentwickelt, indem er Ventile anbrachte, über den Rohren ein Vakuum anlegte, den Einlass des statischen Rohres an die Seite verlegte – und damit außerhalb der Turbulenzen des Pitotrohres – und eine neue Formel zur Berechnung der Fließgeschwindigkeit entwickelte. Auch Darcys Weiterentwicklung wurde primär zur Messung strömenden Wassers verwendet.

## Ehrungen

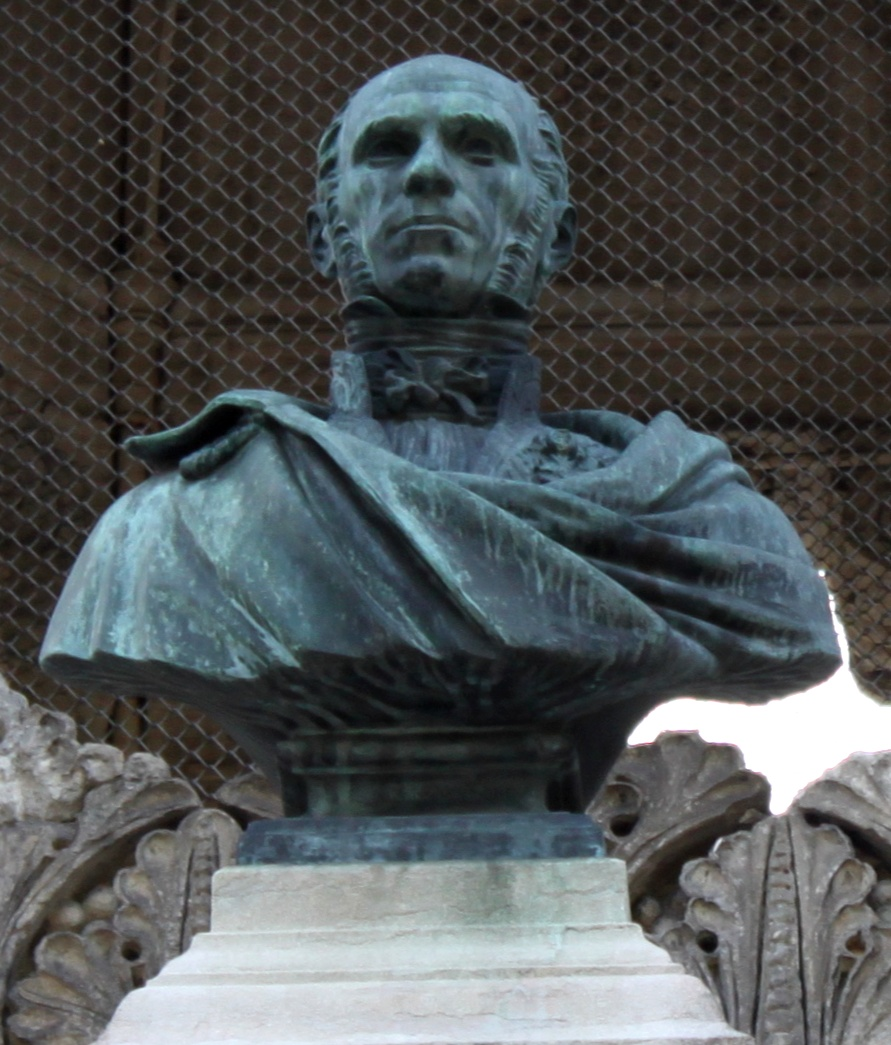
Büste Darcys im Jardin Darcy in Dijon

Am 31. August 1842 wurde er zum Ritter der Ehrenlegion ernannt. Nach Henry Darcy wurden in seiner Heimatstadt Dijon der Place Darcy und der Jardin Darcy benannt. Außerdem tragen die Henry Darcy Medal der Hydrological Sciences Division der European Geophysical Society, die seit 1999 verliehen wird, und die seit 1986 von der US-amerikanischen National Ground Water Association veranstaltete Darcy-Vorlesungsreihe seinen Namen.

## Schriften
- Les fontaines publiques de la ville de Dijon, Paris 1856